# Kamtok
Kamtok (Eigenbezeichnung Pidgin, englisch Cameroon Pidgin English, Cameroonian Pidgin/Creole oder Kamtok) ist eine Kreolsprache in Kamerun.

## Geschichte
Bereits seit dem Beginn des atlantischen Sklavenhandels im 15. Jahrhundert wurden an der Westküste Afrikas vermutlich diverse portugiesisch-basierte Pidginsprachen gesprochen. Nach Kamerun kamen die ersten Portugiesen frühestens nach 1472, als eine portugiesische Expedition, geleitet von Fernão do Pó, die Insel Fernando Póo (heute Bioko) vor der Küste Kameruns erreichte. Diese Sprachen dienten bis Ende des 16. Jahrhunderts als Verkehrssprachen im Handel mit den Einheimischen.
Es ist nicht gesichert, wieso das Portugiesische an der westafrikanischen Küste zu dieser Zeit an Einfluss verlor. Denkbar ist, dass englischbasierte Pidgins entstanden, weil die Portugiesen begannen, mit britischen Kaperern zusammenzuarbeiten, die die Kommunikation mit den ansässigen Völkern an der westafrikanischen Küste sicherstellen sollten. Auf diese Weise könnten auch die Bewohner des späteren Kamerun mit ersten englischen Wörtern in Kontakt gekommen sein. Endgültig veränderte sich die Situation, als der Handel in Westafrika von 1618 an von den Briten dominiert wurde. Diese führten nicht nur den von den Portugiesen begonnenen Sklavenhandel fort, sondern bauten ab 1800 an der gesamten Küste Fabriken auf. Ab 1800 war ein englischbasiertes Pidgin in Kamerun bereits etabliert.
Es wird angenommen, dass das Kamtok in seiner heutigen Form stark durch das Krio, eine Kreolsprache in Sierra Leone, beeinflusst ist. Zum einen brachten die britischen Händler selbst das Pidgin mit, das sie in Sierra Leone gehört und erlernt hatten. Zum anderen gründeten baptistische Missionare ab 1844 christliche Niederlassungen an der Küste Kameruns, unter anderem 1845 durch Alfred Saker die Siedlung Victoria (heute Limbe). Befreite Sklaven, die in Sierra Leone ein Pidgin gelernt hatten und über Nigeria nach Kamerun gekommen waren, siedelten sich als erste in diesen Missionsgründungen an. Die von ihnen gesprochene Varietät genoss zu dieser Zeit ein großes Ansehen in der Gegend.
Während der Zeit der deutschen Kolonialherrschaft in Deutsch-Kamerun (1884–1914) versuchte die deutsche Kolonialverwaltung, das an der Küste verbreitete Kamtok zurückzudrängen und stattdessen Deutsch als Verkehrssprache zu etablieren. Bald erkannte die Verwaltung, dass dieses Ziel in Kamerun nicht zu erreichen und Kamtok zur Verständigung mit den ansässigen Völkern unentbehrlich war. Auf deutschen Plantagen konnten sich die dort arbeitenden Menschen, welche aus verschiedenen Teilen des Landes kamen und verschiedene indigene Sprachen sprachen, nur mit Hilfe des Kamtok verständigen. Auf diese Weise und aufgrund des Wirkens der baptistischen Missionare, die Kamtok zur Verbreitung des Christentums verwendeten, konnte sich Kamtok bis ins kamerunische Hinterland verbreiten.
Nach dem Ersten Weltkrieg fiel Kamerun unter britisches und französisches Völkerbundsmandat, nach dem Zweiten Weltkrieg unter britische beziehungsweise französische Treuhand. In Britisch-Kamerun konnte sich Kamtok ungehindert neben der Amtssprache Englisch ausbreiten und nahm viele Einflüsse aus dem Englischen auf. Im französisch verwalteten Teil des Landes hatte Kamtok geringere Bedeutung, konnte aber überleben und behielt mehr seiner ursprünglichen Eigenheiten bei.

## Heutige Situation

Sprachgebiet des Kamtok

Heute wird Kamtok von ca. 50 % der Einwohner des Landes als Zweitsprache und von einer wachsenden Anzahl an Personen als Erstsprache gesprochen. Obwohl das Hauptverbreitungsgebiet von Kamtok noch immer die beiden anglophonen Provinzen Süd-West und Nord-West sind, sind auch ein großer Teil der Bevölkerung der angrenzenden Provinzen und viele Bewohner größerer Städte im ganzen Land der Sprache mächtig. Die jahrelange Teilung des Landes indes spiegelt sich noch heute in der Tatsache wider, dass Kamtok in erster Linie in zwei größere Varietäten unterschieden werden muss, eine anglophone und eine frankophone Varietät.
Besonders im anglophonen Teil des Landes erlernen immer mehr Kinder Kamtok als eine oder einzige Erstsprache, so dass bereits 2003 bei einer Umfrage 42 % der Befragten in Buea und 36 % der Befragten in Bamenda diese Sprache als ihre Muttersprache angaben. Aber auch im frankophonen Teil des Landes hat die Sprache immer mehr Muttersprachler, so gaben zum Beispiel bei der gleichen Umfrage 30 % der Befragten in Yaoundé Kamtok als Erstsprache an.
Als Kreolsprache wird Kamtok trotz Stigmatisierung von öffentlicher Seite in nahezu allen Bereichen des öffentlichen Lebens gesprochen: in Familien, unter Freunden, im Handel, am Arbeitsplatz, in Kirchen und Schulen. Auch in den Medien (Fernsehen, Radio und Internet) sowie in der Literatur findet die Sprache immer mehr Verwendung.